# 四达时代
北京四达时代软件技术股份有限公司（简称四达时代），是中国的软件和媒体公司，总部位于北京经济技术开发区。

## 中国和亚洲业务
四达时代为北京歌华有线和天津、河北等地的有线电视网络建设系统工程，并和歌华有线签署战略合作协议。
2016年，巴基斯坦电子媒体监管局向四达时代颁发直播卫星运营牌照，为期15年。
2020年8月17日，四达时代和银河证券签署上市辅导协议，拟定日后于科创板上市。

## 非洲业务

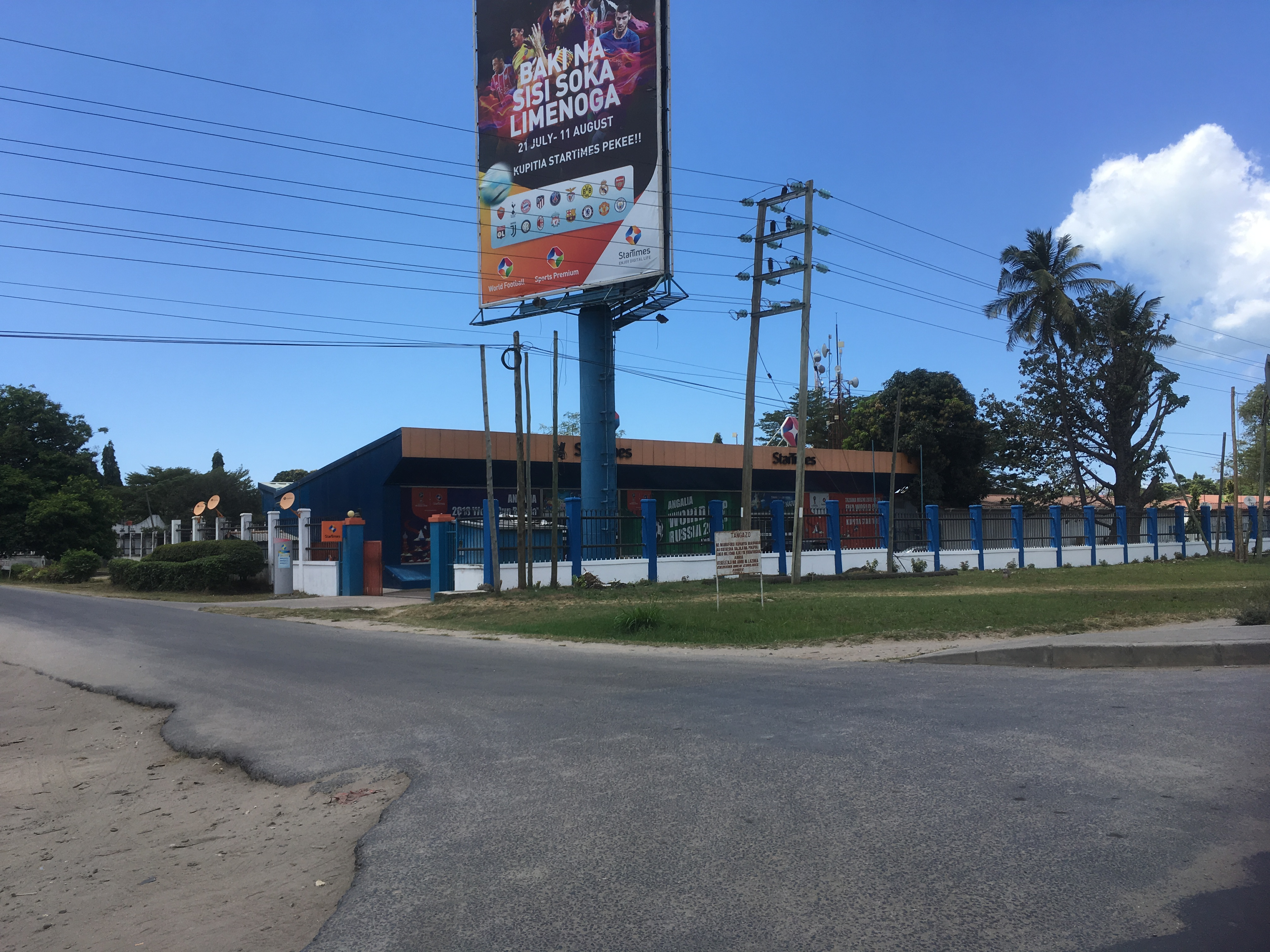
四达时代位于坦桑尼亚的分公司

四达时代于2002年进入非洲市场，首个分公司于2007年开设于卢旺达，目前在30多个非洲国家拥有业务，2019年的收费电视用户数达到1200万。四达时代在非洲也同时开办多个频道，制作适合当地观众的内容、引进中国电视剧并进行本地化和购买体育赛事版权，也和非洲当地的电视台合作进行地面数字电视服务运营。2011年起，四达时代在北京举办“非洲数字电视发展高层论坛”，邀请非洲广电业界人士和官员参与。2015年，四达时代推出“万村通”项目，为乡村住户提供直播卫星服务。

## 争议
《金融时报》指出，四达时代在赞比亚通过電視授權来还清该国电视台从中国进出口银行的贷款，有債務陷阱外交之疑。
多间媒体称，四达时代在不同国家的基本套餐包含了中国国际电视台系列频道，但英國廣播公司世界新聞頻道等国际新闻频道则在更高的套餐包内，以此配合大外宣政策。
有非洲学者在考察后发现，部分地区的“万村通”项目因村民无力续费和电力短缺等问题已无法使用，仍在使用的也寥寥无几。